# Jimmy Soul
Jimmy Soul (* 24. August 1942 in Weldon, North Carolina; † 25. Juni 1988 in New York; richtiger Name James McCleese) war ein US-amerikanischer Popsänger.

## Lebenslauf
Schon in jungen Jahren war McCleese als Kinderprediger und Gospelmusiker tätig. Er war Mitglied im Kirchenchor und bei verschiedenen Gospelgruppen, unter anderem tourte er durch die Südstaaten mit den Nightingales, bei denen er den Spitznamen The Wonder Boy bekam.
1962 wurde dann der Musikproduzent Frank Guida auf ihn aufmerksam. Guida hatte während seiner Stationierung in Trinidad die Calypso-Musik entdeckt und mit seinem Hauptact Gary U. S. Bonds einige Twist-Platten aufgenommen. Für eine Twistversion von Matilda, einem in der Version von Harry Belafonte bekannt gewordenen Calypso-Klassiker, suchte er nun einen Sänger. James McCleese nahm Twistin' Matilda unter dem Künstlernamen Jimmy Soul auf und erreichte damit Platz 22 der US-Charts.
Weitere Aufnahmen blieben erst einmal erfolglos, aber 1963 nahm er eine abgewandelte Version des Songs Ugly Woman des Trinidader Musikers Roaring Lion auf. Der ungewöhnliche Text ("Wenn du für den Rest deines Lebens glücklich sein willst, dann heirate niemals eine hübsche Frau") und die eingängige, fröhliche Melodie machten das Lied If You Wanna Be Happy zu einem riesigen Erfolg. Es verkaufte sich über eine Million Mal und wurde zur Nummer 1 in den Popcharts. Auch in Großbritannien wurde das Lied zu einem Top-40-Hit.
Das folgende Album blieb allerdings erfolglos, so dass Jimmy McCleese erst einmal zum Militär ging. In den Jahren danach war er weiterhin als Sänger und Entertainer tätig, aber in die Charts kam er nicht mehr. 1988 starb er mit nur 45 Jahren nach einem Herzanfall.

## If You Wanna Be Happy
Das Lied wurde mehrfach gecovert, u. a. von Bill Wyman, Kid Creole & the Coconuts, von Rocky Sharpe and the Replays und von Joe Dolce. Einen weiteren Charthit gab es nicht darunter.
1990 wurde die Originalversion von Jimmy Soul im Soundtrack zum Film Meerjungfrauen küssen besser verwendet und erreichte in der Folge in Großbritannien noch einmal die hinteren Chartränge.

## Diskografie
- Twistin’ Matilda (And the Channel)
- If You Wanna Be Happy
- Treat ’Em Tough
- A Woman Is Smarter in Every Kinda Way